# Canção da Terra
Canção da Terra é uma canção de autoria do trovador Pedro Munhoz e que está presente no álbum Cantigas de Andar Só.
Em 2011, a banda O Teatro Mágico regravou a canção, que está presente no álbum A Sociedade do Espetáculo, e que conta com a participação de Pedro Munhoz.
Essa regravação feita pelo Teatro Mágico faz parte da trilha-sonora da novela Flor do Caribe (tema de Donato), tornando-se assim a primeira música do grupo a compor uma trilha-sonora de novela. Além disso, é a primeira música de livre distribuição e gestão de obra feita pelo autor a fazer parte de uma trilha sonora de novela, sendo assim um marco para o chamado Movimento Música para Baixar (MPB). O contrato feito garante que a canção fique acessível livremente ao público na rede, de graça, ao mesmo tempo que estabelece o pagamento dos direitos autorais pela Globo a Munhoz. Ainda, se qualquer empresa desejar utilizar a música em comercial, o autor deverá ser consultado para autorizar ou não.
| “ | "Essa é a única música do disco da novela que é livre. O acordo foi que a música pode ser compartilhada, reproduzida, repassada. As pessoas podem baixar, ou seja, se alguém baixar não tem que ser criminalizado por isso. Feito esse trato, nós conseguimos lançar pela “Som Livre”, uma gravadora que, apesar desse nome, fez pela primeira vez um contrato de música livre. Isso é uma vitória sim, a gente entrou pela porta da frente, com respeito." | ” |

## A Música
| “ | “Romper as cercas da ignorância / Que produz a intolerância / Terra é de quem plantar” | ” |

Canção da Terra é uma canção de autoria de Pedro Munhoz. Falando das belezas da natureza e do universo, a letra passa uma mensagem de preservação do meio ambiente frente a ameaça do homem e da desigualdade na distribuição de riquezas.